# Златина Тасева
Златина Борисова Тасева (родена на 17 декември 1974 г.) е българска актриса. Известна е с озвучаването на филми, сериали и реклами.

## Ранен живот
През 1997 г. завършва актьорско майсторство за куклен театър във ВИТИЗ „Кръстьо Сарафов“ в класа на професор Боньо Лунгов.

## Кариера в театъра
Златина Тасева се присъединява към трупата на „Театър 13“ през 1996 г. Участва в спектаклите „Резонанс“, „Силуети“, „Игра на приказки“, „Коледна приказка“.

## Кариера на озвучаваща актриса
Тасева започва да се занимава с дублаж през 2007 г. Една от първите роли на актрисата е тази на Кендис в сериала на „Дисни“ „Финиъс и Фърб“. Нейни значими роли в анимационни филми и сериали са Видия в „Камбанка“, Джеси в поредицата „Играта на играчките“ (заместваща покойната Сивина Сивинова), Дафни в „Скуби-Ду“, Никол в „Невероятният свят на Гъмбол“, Изи в „Остров Пълна драма“, Юникити в „Юникити“ и Лин в „Къщата на Шумникови“. Тасева озвучава още и ролите на Виктория във „Викторично“, Роузи в „Подли камериерки“, Бейли в „Корабните приключения на Зак и Коди“, Ким Касуел в „Паднала от небето“, Вероника в „Ривърдейл“. Други сериали с гласа на актрисата са „Любов в окови“, „Доктор Чудо“, „ФБР: Най-издирваните“ и „Феята на щангите“.